# Panorama Panama Town
Panorama Panama Town（パノラマ パナマ タウン）は、日本のロックバンド。略称は「パノパナ」。

## 概要
2018年にA-Sketchからメジャーデビュー。
2020年12月16日、表記を「パノラマパナマタウン」から「Panorama Panama Town」に変更。
2023年10月、MASH A&Rから独立し、現在はフリーとなっている。

## メンバー
岩渕 想太 (Vo, Gt)
生年月日：1995年1月18日（30歳）
神戸大学文学部卒業。
O型。
産まれは福岡県北九州市で、実家は餅屋を営んでいる。
商店街と映画を好む。
2019年夏頃に声帯ポリープを発症し、2020年1月切除手術を受ける。
浪越 康平 (Gt, Cho)
生年月日：1994年7月15日（30歳）
神戸大学経営学部卒業。
B型。
産まれは兵庫県神戸市須磨区。
ポテトを好む。
ギターを始めるきっかけはアニメ「けいおん!」。
天然パーマ。
髪は自身で切っている。
2020年2月26日下北沢THREEで浪越企画の「生竿男歌唱祭（イサオかしょうさい）」というアコースティックライブが開催された。
タノ アキヒコ (B, Cho)
生年月日：1994年4月14日（30歳）
神戸大学法学部卒業。
B型。
産まれは大阪府大阪市。　
名前はカタカナ表記。
ぬいぐるみを好む。
パノラマパナマタウンのグッズ製作を主に行なっている。

### 旧メンバー
田村 夢希 (Dr)
生年月日：1993年4月19日（31歳）
出身地：広島県広島市
2020年2月1日、グループを脱退。

### サポートメンバー
ドラムス
- 大見勇人（砂の壁）[8]
- 八木優樹（KEYTALK）[9]

## ディスコグラフィー

### インディーズ

#### 配信限定シングル
|     | 発売日        | タイトル   |
| --- | ------------- | ---------- |
| 1st | 2017年10月3日 | ラプチャー |

### メジャー

#### 配信限定シングル
| 発売日         | タイトル                    | 収録アルバム     |
| -------------- | --------------------------- | ---------------- |
| 2018年6月10日  | $UJI                        | 情熱とユーモア   |
| 2018年10月12日 | くだらnation                | 情熱とユーモア   |
| 2019年5月19日  | ずっとマイペース            | GINGAKEI         |
| 2019年8月9日   | HEAT ADDICTION 〜灼熱中毒〜 | GINGAKEI         |
| 2019年9月28日  | Dive to Mars                | GINGAKEI         |
| 2020年12月16日 | Sad Good Night              | Rolling          |
| 2021年2月3日   | Rodeo                       | Rolling          |
| 2021年3月3日   | SO YOUNG                    | Rolling          |
| 2021年7月16日  | Strange Days                | Faces            |
| 2021年9月15日  | Melody Lane                 | Faces            |
| 2021年10月20日 | Faceless                    | Faces            |
| 2023年3月1日   | Bad Night                   | Dance for Sorrow |
| 2023年5月10日  | Run                         | Dance for Sorrow |
| 2023年6月21日  | Black Chocolate             | Dance for Sorrow |

### 参加作品
| 発売日        | タイトル                                                     | 収録曲             | 備考 |
| ------------- | ------------------------------------------------------------ | ------------------ | ---- |
| 2016年1月20日 | JACKMAN RECORDS COMPILATION ALBUM vol.13-青盤- RO69JACK 2015 | 2.いい趣味してるね |      |

### 楽曲提供
- Melody Lane/the seasons

FODオリジナルドラマ『ギヴン』劇中歌

### タイアップ一覧
| 使用年               | 曲名                 | タイアップ                                                   |
| -------------------- | -------------------- | ------------------------------------------------------------ |
| パノラマパナマタウン |                      |                                                              |
| 2017年               | ラプチャー           | UHFアニメ『十二大戦』オープニングテーマ                      |
| 2018年               | フカンショウ         | テレビ東京系『JAPAN COUNTDOWN』2018年1月度オープニングテーマ |
| 2019年               | Top of the Head      | テレビ朝日系『BREAK OUT』1月度オープニングトラック           |
| 2019年               | めちゃめちゃ生きてる | 北海道テレビ『夢チカ18』3月度オープニングテーマ              |
| Panorama Panama Town |                      |                                                              |
| 2021年               | Strange Days         | FODオリジナルドラマ『ギヴン』主題歌                          |
| 2021年               | Strange Days         | 岩手めんこいテレビ『BEATNIKS』8月度エンディングテーマ        |

### ヘビーローテーション/パワープレイ

#### テレビ
| 放送年               | 曲名         | ヘビーローテーション/パワープレイ        |
| -------------------- | ------------ | ---------------------------------------- |
| パノラマパナマタウン |              |                                          |
| 2018年               | フカンショウ | スペースシャワーTV2018年1月度POWER PUSH! |

## ライブ

### ツアー

#### 『Goodbye Chaos Tour』
3rd mini album 『Hello Chaos!!!!』のリリースツアーである。
| 日程           | タイトル                                    | 場所                  | 詳細 |
| -------------- | ------------------------------------------- | --------------------- | ---- |
| 2017年9月22日  | ワンマンツアー『Goodbye Chaos Tour』 大阪   | 大阪 Music Club JANUS |      |
| 2017年9月29日  | ワンマンツアー『Goodbye Chaos Tour』 名古屋 | 池下 CLUB UPSET       |      |
| 2017年10月14日 | ワンマンツアー『Goodbye Chaos Tour』 東京   | 新宿 LOFT             |      |

#### パノラマパナマタウン 1st ワンマンツアー『リバティー vs. リバティー 』
バンドキャリア初のワンマンツアー。
| 日程         | タイトル                            | 場所                    | 詳細 |
| ------------ | ----------------------------------- | ----------------------- | ---- |
| 2017年4月4日 | 『リバティー vs リバティー』 名古屋 | 名古屋 CLUB ROCK'N'ROLL |      |
| 2017年4月6日 | 『リバティー vs リバティー』 東京   | 下北沢 SHELTER          |      |
| 2017年4月8日 | 『リバティー vs リバティー』 神戸   | 神戸 太陽と虎           |      |

#### 『GREAT TRIANGLE TOUR 2017』
Age Factory、PELICAN FANCLUB、パノラマパナマタウンの同世代3バンドの全国3マンツアー。
| 日程          | タイトル                            | 場所                     | 詳細 |
| ------------- | ----------------------------------- | ------------------------ | ---- |
| 2017年2月15日 | 『GREAT TRIANGLE TOUR 2017』 大阪   | 大阪 LIVE HOUSE Pangea   |      |
| 2017年2月16日 | 『GREAT TRIANGLE TOUR 2017』 広島   | 広島 HIROSHIMA BACK BEAT |      |
| 2017年2月17日 | 『GREAT TRIANGLE TOUR 2017』 福岡   | 福岡 graf                |      |
| 2017年2月22日 | 『GREAT TRIANGLE TOUR 2017』 名古屋 | 名古屋 CLUB ROCK'N'ROLL  |      |
| 2017年2月23日 | 『GREAT TRIANGLE TOUR 2017』 東京   | 東京 GARRET udagawa      |      |
| 2017年2月24日 | 『GREAT TRIANGLE TOUR 2017』 仙台   | 仙台 enn 2nd             |      |

#### パノラマパナマタウン「HEAT ADDICTION TOUR」
- 2018年02月04日〜04月26日
w/PELICAN FANCLUB / Bentham / LILI LIMIT / アンテナ / マカロニえんぴつ / ELFiN PLANET / mol-74 / teto / YAJICO GIRL / ゆるふわリムーブ / ハンブレッダーズ / ユアネス / 突然少年

#### CORE HEAT ADDICTION TOUR
- 2018年06月09日〜06月17日

#### パノラマパナマタウン presents『渦:渦』
- 2018年10月11日
w/SUSHIBOYS / 山嵐

#### パノラマパナマタウン 1st Full Album"情熱とユーモア" Release tour 「HUMAN PARTY」
- 2019年03月21日〜05月18日

#### パノラマパナマタウンpresents「帰ってきたパノパナパパラッチ」
- 2019年08月08日

#### パノラマパナマタウンpresents 「渦:渦 vol.2～大阪編～」"
- 2019年09月21日
w/POLYSICS

#### パノラマパナマタウンpresents 「渦:渦 vol.2～東京編～」"
- 2019年09月27日
w/忘れらんねえよ

#### パノラマパナマタウン "New Mini Album Release Tour 2019-20"
- 2019年11月15日〜2020年01月19日

#### 主催イベント『パナフェス』
- 2015年12月23日 - パナフェス!!2015
w/UK BAND / AFRICA / 加速するラブズ / Slimcat / ペロペロしてやりたいわズ。 / メランコリック写楽 / ヤバイTシャツ屋さん
- 2016年12月23日 - パナフェス2016
w/ライブキッズあるある中の人 / ReVision of Sence / AFRICA / グッバイフジヤマ / EVERLONG / THIS IS JAPAN / mol-74 / 笹口騒音 & ニューオリンピックス / YAJICO GIRL / Atomic stooges / Slimcat / め組 / THEロック大臣ズ / PELICAN FANCLUB / プププランド / SPARK!!SOUND!!SHOW!! / 花柄ランタン / ウサギバニーボーイ / 山田エリザベス良子 / THE BOSSS / メランコリック写楽 / w.o.d. / シンガロンパレード / 河内REDS / 愛はズボーン / THE FULL TEENZ / メシアと人人 / Saucy Dog / さしすせそズ / スノーマン
- 2017年12月17日 - パナフェス2017
w/プププランド / mol-74 / ナードマグネット / Saucy Dog / LILI LIMIT / PELICAN FANCLUB / パノラマパナマタウン / 超能力戦士ドリアン / Slimcat / ムノーノ=モーゼス / YAJICO GIRL / SUNNY CAR WASH / AFRICA / THE BOY MEETS GIRLS / Koochewsen / 愛はズボーン / THIS IS JAPAN / Have a Nice Day!

- 2019年02月17日 - パナフェス2019
w/ハンブレッダーズ / Bentham / PELICAN FANCLUB / ドラマチックアラスカ / Saucy Dog / The Floor / POT / ナードマグネット / THIS IS JAPAN / 愛はズボーン / YAJICO GIRL / ムノーノ=モーゼス / 超能力戦士ドリアン / Slimcat